# Bastennes
Bastennes – miejscowość i gmina we Francji, w regionie Nowa Akwitania, w departamencie Landy.
Według danych na rok 1990 gminę zamieszkiwało 227 osób, a gęstość zaludnienia wynosiła 31 osób/km² (wśród 2290 gmin Akwitanii Bastennes plasuje się na 950. miejscu pod względem liczby ludności, natomiast pod względem powierzchni na miejscu 1256.).